# アルトゥール・エイゼン
アルトゥール・アルトゥーロヴィチ・エイゼン（ロシア語: Артур Артурович Эйзен, ラテン文字転写: Artur Arturovich Eizen、1927年6月8日 モスクワ - 2008年2月26日 モスクワ）は、ソビエト連邦、ロシアのバス歌手。ボリショイ劇場のソリストであり、ソ連人民芸術家（1976年授与）。1964年よりソビエト連邦共産党党員。

## 経歴
1927年、モスクワでラトビア系革命家の家系に生まれる。父親は詩を詠みヴァイオリンを弾き、家族は皆ロシア民謡を歌うという環境であった。芸術的な雰囲気の中、エイゼンは、はじめ演劇に興味を持ち、1944年にボリス・シチューキン記念演劇学校に入学、ヨシフ・トルチャーノフに学んだ。同時に声楽の授業にも参加し、徐々に音楽の道を志すようになる。
1948年、ヴァフタンゴフ劇場で俳優としてデビュー。同劇場では、ゴーリキーの『どん底』や『太陽の子』、レオニード・マリューギンの『旧友』、プーシキンの『ボリス・ゴドゥノフ』といった舞台に立っている。また、新設されたモスクワ文学朗読劇場でも活動している。まもなくグネーシン音楽学校に入学、声楽を学び直し、3年次からはモスクワ音楽院で学ぶようになった。
音楽院で声楽を学ぶ傍ら、1949年からアレクサンドロフ・アンサンブルに所属、1954年にはソリストに抜擢され多くの録音を行う。この間、1955年にはワルシャワで行われた世界青年学生祭典で優勝している（この時、審査員を務めた関鑑子の招きにより、1956年に初来日。以後、来日は十数回にわたる）。
1956年末、ロッシーニのオペラ『セビリアの理髪師』のドン・バジリオ役でボリショイ劇場にデビューし、翌1957年1月より同劇場のソリストとなった。以来、2002年までの半世紀近くボリショイ劇場のソリストを務め続けるとともに、世界各国から独唱者として招かれ活躍した。メロディアなどにも数多くの録音を残している。
1975年からグネーシン音楽大学で教鞭を執り始め、1986年以降は教授職を務めた。
2008年、モスクワにて没。ヴァガニコヴォ墓地に埋葬された。

## オペラでの主なレパートリー
- ロッシーニ：『セビリアの理髪師』 - ドン・バジリオ
- グノー：『ファウスト』 - メフィストフェレス
- ボロディン：『イーゴリ公』 - ガーリチ公ウラディーミル・ヤロスラーヴィチ
- ムソルグスキー：『ホヴァーンシチナ』 - イヴァン・ホヴァーンスキー公
- ムソルグスキー：『ボリス・ゴドゥノフ』 - タイトル・ロール、ヴァルラーム
- シャポーリン：『デカブリスト(ru:Декабристы (опера))』 - ペステリ
- プロコフィエフ：『賭博者』 - 将軍
- キリル・モルチャーノフ（ロシア語版）：『静かな夜明け』 - ヴァスコフ

## 主な受賞
- 1957年：ロシア・ソビエト連邦社会主義共和国功労芸術家
- 1968年：ロシア・ソビエト連邦社会主義共和国人民芸術家
- 1971年：労働赤旗勲章
- 1976年：ソ連人民芸術家